# جيف هنت
جيف هنت (بالإنجليزية: Geoff Hunt)‏ هو لاعب إسكواش أسترالي، ولد في 11 مارس 1947 في ملبورن في أستراليا.

## وصلات خارجية
- جيف هنت على موقع SquashInfo.com (الإنجليزية)
- جيف هنت على موقع قاعة أستراليا للمشاهير الرياضية (الإنجليزية)